# Хронология войны в Донбассе (2021)
Данная статья является частью хронологии войны на Донбассе и описывает события, произошедшие в 2021 году.

## Ход событий
- 1 января — украинский пресс-центр Операции объединённых сил Украины сообщил о девяти нарушениях соглашения о прекращении огня со стороны ЛНР и ДНР. В восточном направлении опорный пункт Авдеевка подвергся обстрелу из стрелкового оружия, автоматических гранатометов и 82-мм минометов. Вражеский беспилотник, вылетевший из Яковлевки, был нейтрализован украинскими силами с помощью средств радиоэлектронного противодействия. Водяное было объектом обстрела из стрелкового оружия и противотанковых ракет. Сообщалось также об обстреле из стрелкового оружия Павлополя. На северном фронте пророссийские силы обстреляли из крупнокалиберных пулеметов и различных гранатометных систем украинские позиции в районе Золотого-4, а украинские войска обстреливали Новолуганское из стрелкового оружия[1].
- 15 января — СММ ОБСЕ зафиксировала 184 нарушения режима тишины в Донецкой области[2].
- 27 января — по сообщению пресс-центра Объединённых сил Украины, пророссийские силы нанесли десять ударов по позициям ВСУ. В восточном районе боевых действий Павлополь стал целью стрелкового оружия, крупнокалиберных пулеметов, гранатометов и 120-мм минометов. Украинские позиции на охраняемой территории Богдановки подверглись обстрелу из стрелкового оружия, снайперов и крупнокалиберных пулеметов, а также противотанковым ракетам. Позиции ВСУ в Водяном были обстреляны подствольными гранатомётами, а в Марьинке и Авдеевке — из автоматов. Луганское обстреляли из противотанковых ракет, а Зайцево обстреляли из автоматических гранатометов. С украинских позиций велся ответный огонь[3].
- 2 февраля — президент Украины Владимир Зеленский ввел в действие решение СНБО о применении санкций против народного депутата Тараса Козака и телеканалов 112 Украина, NewsOne и ZIK, которые считаются подконтрольными лидеру политсовета партии «ОПЗЖ» Виктору Медведчуку[4][5].
- 14 февраля — возле Новолуганского Бахмутского района трое украинских военнослужащих погибли, подорвавшись на мине[6].
- 19-21 февраля — под Горловкой вспыхнули ожесточённые бои. По данным ВСУ, пророссийские силы пять раз нарушили режим прекращения огня и получили ответ от Вооруженных сил Украины. Бойцы 503-го батальона 35-й отдельной бригады морской пехоты ВМС ВСУ в районе шахты «Южная» и населенного пункта Торецк под Горловкой ответным огнем нанесли урон врагу. Офицер ВСУ Анатолий Штефан (позывной Штирлиц) сообщил, что украинские военные под Горловкой уничтожили семь бойцов НМ ДНР[7]. По данным ДНР под Горловкой были убиты 5 человек. Бывший комендант Горловки, Игорь Безлер сказал, что под Горловкой убито 20 солдат ДНР[8].
- 22 февраля — пресс-центр ООС зафиксировал 11 нарушений перемирия со стороны ЛДНР в течение дня. В бою двое солдат погибли, трое ранены. На восточном фронте украинские позиции в районе Авдеевки были обстреляны различными типами гранат и ракет; один военнослужащий был убит и ещё один ранен в этом районе. Украинский опорный пункт Водяное подвергся обстрелу из стрелкового оружия, различных гранатометных комплексов, минометов ПОМ-2 и 82-мм минометов. Марьинка была обстреляна противотанковыми ракетами, а украинские военные в Первомайске подверглись обстрелу из стрелкового оружия. В северном районе боевых действий мишенью для стрелкового оружия, крупнокалиберных пулеметов и автоматических гранатометов стало Южное, а позже ночью Зайцево подверглось обстрелам из противотанковых ракет и 82-мм минометов[9].
- 24 февраля — близ Чермалыка один пророссийский ополченец из ДНР прибежал на позиции украинских военных и с ножом набросился на одного из солдат — в результате украинский солдат его задержал (будто бы подстрелил из пистолета и скрутил) получив легкие ножевые порезы[10].
- 26 февраля — пресс-центр ООС зафиксировал эскалацию боевых действий вокруг линии разграничения. Пророссийские силы нанесли 14 ударов по украинским позициям. В восточном направлении украинский опорный пункт Водяное подвергся обстрелу из 120-мм минометов; девять украинских военных получили ранения. Район также подвергся обстрелу из стрелкового оружия и различных гранатометных систем. Пески попали под комбинированный огонь 82-мм и 120-мм минометов. Украинские позиции в этом районе также стали мишенью для стрелкового оружия и крупнокалиберных пулеметов. Каменку обстреляли из стрелкового оружия, автоматических гранатометов и противотанковых безоткатных орудий. В результате взрыва придорожной бомбы под Невельским ранен украинский военнослужащий. Сообщалось об обстреле из стрелкового оружия в Марьинке и Лебединском. На северном фронте, Луганское было обстреляно из крупнокалиберных пулеметов, снайперов, противотанковых гранатометов и минометов ПОМ-2. Южное и Светлодарск были атакованы с применением стрелкового оружия, автоматических гранатометов и противотанковых безоткатных орудий[11].
- В марте 2021 года Россия начала переброску войск на границу с Украиной, а также 17 марта отозвала своего посла из США для консультаций после того как президент США Джо Байден назвал Путина «убийцей», что способствовало росту напряжённости.
- 16 марта — пограничный наряд ГНСУ в Сумской области зафиксировал залет вертолета Ми-8 из Российской Федерации на расстояние около 50 метров на территорию Украины. После чего вертолет повернул в обратном направлении и покинул воздушное пространство Украины[12].
- 26 марта — пресс-центр ООС зафиксировал 4 нарушения перемирия со стороны ЛДНР в течение дня[13]. В 13:45 пророссийские силы обстреляли из минометов украинские позиции в районе поселка Шумы. В результате обстрела погибли 4 украинских военнослужащих[14].
- 31 марта Россия отказалась возобновить режим прекращения огня в Донбассе[15].
- 1-2 апреля прошли телефонные разговоры президентов и министров обороны США и Украины. Стороны обсудили проведение совместных военных учений России и Белоруссии «Запад-2021».
- 2 апреля — пресс-центр ООС зафиксировал 21 нарушение режима перемирия со стороны ЛДНР в течение дня. Двое солдат были ранены в бою. На восточном фронте залпами 120-мм минометов были поражены украинские позиции в районе Красногоровки, сел Пищевик и Гнутово. В Красногоровке ранен мирный житель. В Опытном приземлилась противотанковая управляемая ракета. Водяное и Авдеевка подверглись обстрелу противотанковыми ракетами. Сообщалось об обстреле из стрелкового оружия в Песках. В северном районе боевых действий 82-мм и 120-мм минометы обстреляли Золотое-4 и Новоалександровка. Украинские позиции в Новотошковке, Новолуганском и Светлодарске стали мишенью для различных гранатометных комплексов. Украинские войска в Новотошковке и Светлодарске также подверглись обстрелу из пулеметов[16].
- 5 апреля — пресс-центр ООС зафиксировал семь нарушений режима прекращения огня пророссийскими силами. Двое украинских военных были убиты в результате обстрела[17].
- 9 апреля — украинские военные впервые использовали турецкий беспилотник Bayraktar TB2 для разведывательной миссии над Донбассом. Беспилотники были доставлены в Украину в июне 2019 г.[18].
- 18 апреля — пресс-центр объединённых сил Украины зафиксировал восемь нарушений режима прекращения огня, включая обстрелы из минометов и гранатометов по украинским позициям. Украинские силы открыли ответный огонь. В ходе обстрелов один украинский военнослужащий был убит, ещё один ранен[19].
- 21 апреля — пресс-центр Объединённых сил Украины зафиксировал восемь нарушений режима прекращения огня пророссийскими силами. В восточном районе боевых действий в Песках обрушился 120-мм минометный огонь. По селу также попали противотанковые управляемые ракеты. Каменка стала мишенью для 73-мм противотанковых безоткатных орудий, а Красногоровка подверглась обстрелу из автоматических гранатометов. На северном фронте пророссийские ББМ атаковали украинские позиции под Новгородским. Ближайшее Южное было поражено противотанковыми управляемыми ракетами и обстреляно из 120-мм минометов. Пророссийские силы обстреляли украинские позиции в Шумах и Первомайском из крупнокалиберных пулеметов, автоматических гранатометов и 82-мм минометов[20].
- На протяжении всего апреля наблюдалось учащение нарушений режима тишины в Донбассе, зафиксированных мониторинговой миссией ОБСЕ в Донбассе. По оценкам спикера Пентагона, скопление российских войск вблизи Украины было больше, чем в 2014 году[21].
- Но уже в мае Россия и Белоруссия объявили о завершении военных учений, и отводе войск на прежние позиции, что резко разрядило обстановку. В Донбассе число обстрелов также снизилось. А 16 июня 2021 года президенты России и США встретились в Женеве (Швейцария) и договорились о возвращении послов стран на свои места работы, что привело к временной деэскалации.
- 8 мая — пресс-центр ООС Украины зафиксировал девять нарушений режима прекращения огня пророссийскими силами. На восточном фронте пророссийские силы обстреляли Марьинку из автоматических гранатометов и 100-мм противотанковых орудий. Авдеевка и Опытное были обстреляны из стрелкового оружия и 82-мм минометов. В северном районе боевых действий украинские позиции у Южного подверглись обстрелу из 120-мм минометов и 122-мм артиллерийских орудий. Золотое-4 и Новгородское подверглись обстрелу из крупнокалиберных пулеметов и различных гранатометных комплексов[22][23].
- 4 июля — по сообщению пресс-центра ООС, пророссийские силы шесть раз нарушили режим прекращения огня в восточном районе боевых действий. Сепаратисты дважды обстреляли Водяное из стрелкового оружия и различных гранатометных комплексов. Украинские позиции в районе Авдеевки подверглись обстрелу из крупнокалиберных пулеметов и 73-мм противотанковых безоткатных орудий; такое же оружие использовалось для нападения на украинские силы в Мирном. Было обстреляно из автоматических гранатометов Берёзовое, а Тарамчук попал под обстрелы из крупнокалиберных пулеметов и противотанковых ракет. Офицер-медик ВСУ погиб, когда пророссийские силы обстреляли позиции 93-й механизированной бригады[24].
- 24 июля — Центральная избирательная комиссия России приняла постановление, разрешающее владельцам российских паспортов в сепаратистских республиках Донбасса регистрироваться и голосовать на выборах в Думу РФ[25].
- Указами Президента Украины Зеленского от 27-28 июля 2021 года, Главнокомандующим Вооружёнными силами Украины был назначен Валерий Залужный[26]; начальником Генерального штаба — Сергей Шаптала; командующим Объединённых сил — Александр Павлюк[27].
- 7 августа — в Песках пророссийскими силами с помощью противотанковой управляемой ракетой атакован военный автокран; один украинский солдат был убит, ещё один тяжело ранен. Украинские силы открыли ответный огонь[28].
- 23 августа — пресс-центр ООС зафиксировал четыре обстрела украинских позиций. В восточном районе боевых действий было обстреляно Водяное из 120-мм минометов, а Марьинка обстреляна из стрелкового оружия и автоматических гранатометов. Беспилотник ДНР нанес бомбовый удар по Широкино. На северном фронте украинские позиции в Луганском были атакованы вражеским беспилотником «Орлан-10». Двое украинских военных погибли[29].
- 28 августа — войска ДНР выпустили более 60 мин и снарядов калибра 120-мм и 122-мм по жилым кварталам Авдеевки, повредив гражданскую инфраструктуру. Целью было поразить тыловой пункт управления 25 отдельной воздушно-десантной Сичеславской бригады, расположенный в городе. Противнику огнем артиллерии удалось повредить станцию техобслуживания машин, ранить одного и нанести травмы трем украинским военным[30][31].
- 30 сентября Россия отказалась продлевать мандат Миссии наблюдателей ОБСЕ на пунктах пропуска через государственную границу «Гуково» и «Донецк» после этой даты[32].
- 13 октября украинскими военными в нейтральной зоне был задержан Андрей Косяк, который является представителем СЦКК от ЛНР. У него было российское гражданство. Это событие вызвало акции протеста у офиса ОБСЕ в Донецке, вследствие чего представители ОБСЕ заявили, что приостанавливают свою миссию в ДНР и ЛНР. Митинги были заверешны 23 октября по просьбе мэра Донецка Алексея Кулемзина. МИД Российской Федерации потребовал сообщить о местонахождении Косяка и предоставить к нему консульский доступ. Также представитель МИД РФ Мария Захарова назвала действия украинской стороны вероломными и провокационными. Генпрокуратура ЛНР завела уголовное дело в связи с похищением украинскими военными офицера Косяка[33].
- 15 октября — пресс-центр ООС Украины зафиксировал восемь нарушений режима прекращения огня со стороны сепаратистов. Один украинский солдат был ранен. В восточном направлении Лебединское подверглось обстрелу из 120-мм минометов, а Авдеевка — из 82-мм минометов. Красногоровка подверглась обстрелу из крупнокалиберных пулеметов и 73-мм противотанковых безоткатных орудий. На северном фронте пророссийские силы обстреляли Новозвановку из 120-мм минометов и противотанковых управляемых ракет. Золотое-4 стало мишенью для стрелкового оружия и 120-мм минометов, а близлежащая Новотошковка была обстреляна из 73-мм противотанковых ружей и противотанковых управляемых ракет[34].
- 26 октября — украинские военные провели первое боевое применение беспилотника Bayraktar TB2 на Донбассе. Было поражено 122-мм орудие, которое прошлой ночью произвело 120 выстрелов по Гранитному, пытаясь поразить мост через реку Кальмиус, недавно построенный украинскими войсками[35].
- 26 октября украинские военные заняли посёлок Старомарьевка в Тельмановском районе, который находился в нейтральной зоне, арестовав при этом трёх людей. После этого участились обстрелы населённых пунктов под контролем ДНР (Тельманово, Горловка, Ясиноватая, окраины Донецка), в результате чего некоторые населённые пункты остаются без электроснабжения[36].
- 27 октября Генштаб ВСУ заявил, что украинские военные применили турецкие беспилотные летательные аппараты «Bayraktar» для уничтожения артиллерии сепаратистов. МИД ДНР заявил, что информация о применении Украиной беспилотников турецкого производства проверяется и подтвержений на 27 октября 2021 года нет[37].
- 28 октября ВСУ нанесли удар с беспилотников по НМ ДНР на юге республики. Пресс-секретарь президента России Дмитрий Песков, комментируя тему поставок Турцией дронов Украине, заявил, что поставки могут привести к негативным последствиям и дестабилизации. После обстрелов наблюдатели ОБСЕ побывали под Тельманово. 28 октября спецпредставитель ОБСЕ в Украине и в Трёхсторонней контактной группе Микко Киннунен призвал все стороны придерживаться своих обязательств и не допускать дальнейшей эскалации.
- 2 ноября — бывший лидер организации «Правый сектор» Дмитрий Ярош был назначен советником главнокомандующего Вооруженными силами Украины Валерия Залужного[38].
- 22 ноября Кирилл Буданов, глава украинской военной разведки, сообщил о боевом применении противотанковых ракет FGM-148 Javelin на Донбассе[39].
- 8 декабря — по данным Украинского института национальной памяти, с начала конфликта 4488 украинских солдат погибли в бою или умерли от ран[40].
- 22 декабря Украина и пророссийские сепаратисты договорились о восстановлении соглашения о прекращении огня, заключенного при посредничестве европейской организации по безопасности ОБСЕ в июле 2020 года. ОБСЕ сообщила о 564 нарушениях перемирия в Донецкой области и 49 в Луганской области в течение дня[41].  Пресс-центром украинских объединенных сил не зафиксировано никаких враждебных инцидентов.[42].
- 26 декабря — пресс-центр ООС сообщил о пяти атаках ополчения на украинские позиции. В бою был ранен один украинский военнослужащий. В восточной зоне боевых действий. Из различных гранатометных комплексов подверглись обстрелу Пески, а вражеский беспилотник обстрелял украинские позиции в районе Талаковки гранатами ВОГ-17. На северном фронте Новолуганское, Южное и Шумы подверглись обстрелу из гранатометов разных типов[43].
- 31 декабря — украинский солдат погиб в бою в последний день 2021 года на фоне трех нарушений перемирия со стороны ЛДНР[44].